# Церква святого Карапета (Ростов-на-Дону)
Церква Святого Карапета (вірм. Դոնի Ռոստովի Սուրբ Կարապետ եկեղեցի, рос. Церковь Святого Карапета) — вірменський храм у Ростові-на-Дону. Єдина, збережена у Нахічевані-на-Дону Вірменська церква. Розташована на території Вірменського (Пролетарського) кладовища поблизу його східній огорожі, орієнтована своїм південним порталом на головні вхідні ворота кладовища, які, у свою чергу є закінченням 10-й лінії.

## Історія
Церква Святого Карапета заснована за проектом архітектора В. В. Сазонова в 1875 році, освячена 11 липня 1881. Кошти на будівництво церкви, а також притулку для жебраків і богадільні були отримані від відомої Нахічеванської благодійниці А. П. Аладжалян, похованої під південно-західною стіною церкви.
Історія будівництва храмового ансамблю пов'язана з ім'ям дворянки Килини Погосовни Аладжаловой, яка померла в 1871 р. А. П. Аладжалова заповіла свій стан для "споруди на вірменському кладовищі кам'яної церкви в ім'я Іоанна Хрестителя, а також на пристрій при ній опікунської будинку, колодязя і будиночків для проживання бідних безпритульних вірменських сімейств ".

## Екстер'єр
Просторова композиція церкви Святого Карапета побудована в поєднанні форм базиликального і хрестово-купольного храмів. В оформленні фасадів простежуються традиційні вірменські мотиви з різьбленими кам'яними деталями.
Домінуючий мотив в оформленні фасадів — аркада. Вона представлена в першому ярусі північної та південної фасадів профільованими архівольтами напівколонами. У храмі три входи — південний, західний і північний — оформлені перспективними порталами, завершеними хрестами. Переважну роль центрального нефа підкреслює на західному і східному фасадах мотив наростаючою до центру аркади.

## Інтер'єр
Церква Святого Карапета довгий час залишалася єдиною серед усіх церков міста, яка побудована у вірменському стилі (до відкриття в 2011 році, на місці зруйнованого в радянські роки кафедрального собору, церкви Сурб-Арутюн (Святого Воскресіння)). Внутрішня обстановка така ж як і в інших вірменських церквах. Церква відрізняється властивої вірменської церкви лаконічністю. Іконостас церкви оздоблено з горіхового дерева в «Анійського» стилі. Стіни прикрашені орнаментальними гіпсовими медальйонами рамками і в які поміщені  фрески.
Центральна ікона церкви «Богоматір» встановлена на ступінчастому подіумі. Справжні початкові фрески поміщені в медальйонах і рамках: «св. Пантелеімон», «св. Георгій», «св. Варвара», «св. Степанос» та ін Вони вражають своєю лаконічністью, строгістю і благородством коричнево-оливкового колориту, незважаючи на те, що виконані в академічній манері.